# Liste der denkmalgeschützten Objekte in Rudník
Grundlage dieser Liste der denkmalgeschützten Objekte in Rudník ist die ÚSKP-Liste (Ústřední seznam kulturních památek České republiky, deutsch Zentrale Liste der Kulturdenkmäler der Tschechischen Republik), die von der tschechischen Denkmalschutzbehörde NPÚ (Národní památkový ústav, deutsch Nationale Denkmalbehörde) seit 1987 geführt wird und an die seit dem Jahr 1850 geschaffenen Listen anschließt.
Die Liste umfasst die Kulturdenkmale der Gemeinde Rudník (Hermannseifen) im Okres Trutnov mit ihren Ortsteilen. 

## Rudník (Hermannseifen)
| Lage                                    | Objekt                              | Beschreibung | ÚSKP-Nr.                  | Bild                                |
| --------------------------------------- | ----------------------------------- | --- | ------------------------- | ----------------------------------- |
| Rudník 130 (Standort)                   | Ehem. Schloss Rudník                | Schloss - umgebaut zur Brauerei | 11898/6-5538 Info Katalog | weitere Bilder                      |
| Rudník 1 (Standort)                     | Pfarrhaus                           | Pfarrhaus | 11899/6-5536 Info Katalog | weitere Bilder                      |
| Rudník 134, neben der Kirche (Standort) | Ehemalige Pfarrschule               | Ehem. Pfarrschule, jetzt Hotel Arnika | 11900/6-5537 Info Katalog | Ehemalige Pfarrschule               |
| Rudník 99 (Standort)                    | Sog. Festung                        | Vogtei, die sogenannte Festung, jetzt Wohngebäude eines großen landwirtschaftlichen Anwesens. Urspr. ein Renaissancebau, 1775 umgebaut, einzigartiges Beispiel eines bäuerlichen Backsteinbaus aus dem 16. Jahrhundert im Gebirgsvorland. | 11901/6-5595 Info Katalog | Sog. Festung                        |
| Rudník (Standort)                       | Kalvarienberg-Skulptur              | Kalvarienberg-Skulptur | 101075 Info Katalog       | Kalvarienberg-Skulptur              |
| Rudník, am Friedhof (Standort)          | Soldatengrab                        | Grab eines Soldaten der Roten Armee | 17197/6-5125 Info Katalog | Soldatengrab                        |
| Rudník 24 (Standort)                    | Bauernhaus Nr. 24                   | Bauerngehöft | 21438/6-4584 Info Katalog | Bauernhaus Nr. 24                   |
| Rudník, am Weg zur Kirche (Standort)    | Statue des hl. Johannes von Nepomuk | Statue des hl. Johannes von Nepomuk | 68665/6-3668 Info Katalog | Statue des hl. Johannes von Nepomuk |
| Rudník (Standort)                       | Wenzelskirche                       | Wenzelskirche | 33513/6-3667 Info Katalog | weitere Bilder                      |

### Leopoldov(Leopold)
| Lage                  | Objekt             | Beschreibung | ÚSKP-Nr.                  | Bild               |
| --------------------- | ------------------ | ------------ | ------------------------- | ------------------ |
| Rudník 482 (Standort) | Bauernhaus Nr. 482 | Bauernhaus   | 24854/6-3665 Info Katalog | Bauernhaus Nr. 482 |

### Terezín(Theresienthal)
| Lage                  | Objekt             | Beschreibung | ÚSKP-Nr.                  | Bild               |
| --------------------- | ------------------ | ------------ | ------------------------- | ------------------ |
| Rudník 465 (Standort) | Bauernhaus Nr. 465 | Bauernhaus   | 16462/6-3669 Info Katalog | Bauernhaus Nr. 465 |

## Javorník(Mohren)
| Lage | Objekt            | Beschreibung                 | ÚSKP-Nr.                  | Bild              |
| --- | ----------------- | ---------------------------- | ------------------------- | ----------------- |
| Javorník (Standort)                                                                                       | Martinskirche     | Martinskirche                | 12532/6-5656 Info Katalog | weitere Bilder    |
| Javorník, an der Straße von Rudník nach Hertvíkovice (Hartmannsdorf), am Abzweig nach Javorník (Standort) | Feste             | Feste, archäologische Spuren | 15493/6-4942 Info Katalog | Feste             |
| Javorník, am Haus Nr. 25 (Standort)                                                                       | Kapelle mit Pietà | Kapelle mit Pietà            | 34764/6-3568 Info Katalog | Kapelle mit Pietà |

## Arnultovice(Arnsdorf)
| Lage                      | Objekt            | Beschreibung | ÚSKP-Nr.                  | Bild              |
| ------------------------- | ----------------- | ------------ | ------------------------- | ----------------- |
| Arnultovice 26 (Standort) | Bauernhaus Nr. 26 | Bauerngehöft | 31950/6-3663 Info Katalog | Bauernhaus Nr. 26 |
| Arnultovice 60 (Standort) | Bauernhaus Nr. 60 | Bauerngehöft | 34294/6-3662 Info Katalog | Bauernhaus Nr. 60 |